# La guerra (Henri Rousseau)
La guerra è un dipinto ad olio su tela di cm 114 x 195 realizzato nel 1894 dal pittore francese Henri Rousseau e conservato al Musée d’Orsay di Parigi.
La tela è stata esposta al Salon des Indépendants nel 1894.

## Descrizione
Al centro dell'opera, Rousseau ha inserito un cavallo, totalmente opposto al puledro bianco rappresentato ne Il calesse di papà Junier: nero, selvaggio e col pelo irto, porta su di sé una donna armata, brutta e selvaggia. Ciò significa che la guerra porta primitività. L'animale rappresenta la forza bruta della guerra. Nella parte inferiore del dipinto sono rappresentati gli effetti della guerra, con cadaveri umani e corvi che se ne cibano. Gli alberi spogli ed i rami spezzati creano un panorama di desolazione e alludono alla morte anche se l'uso del colore rosa per le nuvole e l'azzurro sgargiante del cielo non permettono di percepire la drammaticità dell'evento. La composizione è piramidale; alla base ci sono i cadaveri, mentre la donna è sul vertice.
Una possibile fonte di ispirazione è il Trionfo della morte di Palermo.